# Sant Privat de Monistròu
Saint-Privat-d'Allier és un municipi francès situat al departament de l'Alt Loira i a la regió d'Alvèrnia-Roine-Alps. L'any 2007 tenia 411 habitants.

## Demografia

### Població
El 2007 la població de fet de Saint-Privat-d'Allier era de 411 persones. Hi havia 176 famílies de les quals 60 eren unipersonals (28 homes vivint sols i 32 dones vivint soles), 68 parelles sense fills, 44 parelles amb fills i 4 famílies monoparentals amb fills.
La població ha evolucionat segons el següent gràfic:
Habitants censats

### Habitatges
El 2007 hi havia 403 habitatges, 190 eren l'habitatge principal de la família, 161 eren segones residències i 52 estaven desocupats. 369 eren cases i 34 eren apartaments. Dels 190 habitatges principals, 148 estaven ocupats pels seus propietaris, 36 estaven llogats i ocupats pels llogaters i 6 estaven cedits a títol gratuït; 10 tenien dues cambres, 28 en tenien tres, 50 en tenien quatre i 102 en tenien cinc o més. 117 habitatges disposaven pel capbaix d'una plaça de pàrquing. A 93 habitatges hi havia un automòbil i a 73 n'hi havia dos o més.

### Piràmide de població
La piràmide de població per edats i sexe el 2009 era:
| Homes | Edats   | Dones |
| ----- | ------- | ----- |
| 0     | 95 o +  | 0     |
| 0     | 90 a 94 | 4     |
| 4     | 85 a 89 | 4     |
| 4     | 80 a 84 | 0     |
| 16    | 75 a 79 | 16    |
| 28    | 70 a 74 | 12    |
| 20    | 65 a 69 | 20    |
| 12    | 60 a 64 | 8     |
| 20    | 55 a 59 | 0     |
| 12    | 50 a 54 | 28    |
| 16    | 45 a 49 | 8     |
| 24    | 40 a 44 | 16    |
| 16    | 35 a 39 | 4     |
| 16    | 30 a 34 | 20    |
| 8     | 25 a 29 | 0     |
| 4     | 20 a 24 | 4     |
| 4     | 15 a 19 | 4     |
| 20    | 10 a 14 | 16    |
| 12    | 5 a 9   | 4     |
| 12    | 0 a 4   | 8     |

## Economia
El 2007 la població en edat de treballar era de 235 persones, 181 eren actives i 54 eren inactives. De les 181 persones actives 167 estaven ocupades (98 homes i 69 dones) i 14 estaven aturades (5 homes i 9 dones). De les 54 persones inactives 23 estaven jubilades, 10 estaven estudiant i 21 estaven classificades com a «altres inactius».

### Ingressos
El 2009 a Saint-Privat-d'Allier hi havia 185 unitats fiscals que integraven 394 persones, la mediana anual d'ingressos fiscals per persona era de 12.571,5 €.

### Activitats econòmiques
Dels 29 establiments que hi havia el 2007, 3 eren d'empreses extractives, 1 d'una empresa alimentària, 3 d'empreses de fabricació d'altres productes industrials, 2 d'empreses de construcció, 3 d'empreses de comerç i reparació d'automòbils, 2 d'empreses de transport, 4 d'empreses d'hostatgeria i restauració, 1 d'una empresa d'informació i comunicació, 2 d'empreses financeres, 1 d'una empresa immobiliària, 1 d'una empresa de serveis i 6 d'entitats de l'administració pública.
Dels 4 establiments de servei als particulars que hi havia el 2009, 1 era un taller de reparació d'automòbils i de material agrícola, 1 fusteria, 1 lampisteria i 1 restaurant.
Dels 3 establiments comercials que hi havia el 2009, 1 era una botiga de menys de 120 m², 1 una fleca i 1 una carnisseria.
L'any 2000 a Saint-Privat-d'Allier hi havia 36 explotacions agrícoles que ocupaven un total de 1.696 hectàrees.

## Equipaments sanitaris i escolars
El 2009 hi havia una escola elemental.

## Poblacions més properes
El següent diagrama mostra les poblacions més properes.